# مطار نيلي
مطار نيلي (بالإنجليزية: Nili Airport)‏ (إيكاو: OANL) يتم استخدامه لاغراض العسكرية والعامة. المطار يقع في نيلي، مقاطعة دايكندي، أفغانستان. أعيد بناء المطار في السنوات الأخيرة بدعم من القوة الدولية للمساعدة الأمنية (إيساف)، وتستخدم بشكل أساسي من قبل القوة الدولية للمساعدة الأمنية والقوات الجوية الأفغانية لأغراض عسكرية أو إيصال مساعدات الطوارئ إلى الناس في المنطقة.

## روابط خارجية
- دايكوندي: نموذج للنجاح في جنوب أفغانستان
- سجل المطار لمطار نيلي في Landings.com.
- حالة الطقس في مطار نيلي.